# NGC 4392
NGC 4392 este o galaxie lenticulară situată în constelația Câinii de Vânătoare. A fost descoperită în 27 aprilie 1788 de către William Herschel. Se află la o distanță de 105,6 megaparseci de Pământ.